# Lieselotte Schwarz
Lieselotte Schwarz (* 6. Oktober 1930 in Liegnitz, Schlesien; † 12. Juni 2003 in Wiesbaden) war eine deutsche Malerin und Bilderbuchillustratorin.
Schwarz studierte 1952 bis 1956 freie Grafik, Malerei und Typographie an der Staatlichen Hochschule für Bildende Künste in Hamburg. Von 1968 bis zu ihrem Tod lebte sie in Wiesbaden.

## Auszeichnungen
- 1960 – Silberne Medaille der Triennale Mailand  für Musch, die kleine Katze
- 1960 – Nominiert für den deutschen Jugendbuchpreis mit Leiermann dreht goldne Sterne
- 1967 – „Eines der schönsten deutschen Bücher“ Dornröschen
- 1967 – Typomundus 20/2 für Dornröschen
- 1970 – „Eines der fünfzig Bücher der Bundesrepublik Deutschland“ für Der Rattenfänger
- 1972 – „Eines der fünfzig Bücher der Bundesrepublik Deutschland“ für Der Traummacher
- 1973 – „Grand Prix“ der Biennale Illustration Bratislava für Der Traummacher
- 1974 – „Eines der fünfzig Bücher der Bundesrepublik Deutschland“ für Zauber
- 1987 – Bronze-Medaille des Börsenverein der deutschen Buchhändler Leipzig für Das Lächeln am Fuße der Leiter

## Bilderbücher
- 1959 – Leiermann dreht goldne Sterne
- 1963 – Ich bin der König Liebel
- 1963 – Kinderreime
- 1967 – Brüder Grimm: Dornröschen
- 1968 – Ich hab ein wunderliebes Kind
- 1970 – Der Rattenfänger
- 1972 – Der Traummacher
- 1974 – Zauber
- 2000 – Ich
- 2002 – Geraldine Elschner: Sternenkind